# Seventh Tree
Seventh Tree — четвёртый студийный альбом британского дуэта Goldfrapp, выпущенный 25 февраля 2008 года.

## Список композиций
1. «Clowns» — 4:10
2. «Little Bird» — 4:26
3. «Happiness» — 4:18
4. «Road to Somewhere» — 3:53
5. «Eat Yourself» — 4:08
6. «Some People» — 4:42
7. «A&E» — 3:15
8. «Cologne Cerrone Houdini» — 4:27
9. «Caravan Girl» — 4:07
10. «Monster Love» — 4:22

## Над альбомом работали
- Goldfrapp:
  - Элисон Голдфрапп — вокал, клавишные, продюсирование, оформление
  - Уилл Грегори — клавишные, продюсирование
- Nick Batt, Max Dingle — программирование
- Flood — гитара, клавишные, сведение
- Damon Reece — ударные, перкуссия
- Denny Weston Jr. — ударные
- Chris Goulstone — ударные, гитара
- Alex Lee — гитара, бас-гитара
- Andrew Murphy, Kit Morgan, Steve Evans, Simon Rogers, Richard Evans — гитара
- Charlie Jones, Justin Meldal-Johnsen — бас-гитара
- Tony Hoffer — бас-гитара, звукорежиссёр, сведение
- Adrian Utley — бас-гитара, гитара
- Aidan Love — клавишные, программирование
- Nick Ingman — струнные аранжировки, дирижёр
- The Metro Voices — хор
- Jenny O’Grady — хормейстер
- Cathy Giles, Chris Worsey, David Daniels, Melissa Phelps, Paul Kegg, Robin Firman — виолончель
- Andy Parker, Chris Pitsilides, Katie Wilkinson, Peter Lale — виола
- Alexander Balanescu, Ann Morfee, Boguslaw Kostecki, Cathy Thompson, Chris Clad, Chris Tombling, Debbie Widdup, Dermot Crehan, Everton Nelson, Jackie Shave, Joanathan Rees, Mark Berrow, Patrick Kiernan, Sonia Slany, Stephen Morris, Tom Pigott-Smith — скрипка
- Mary Scully, Paddy Lannigan — контрабас
- Ruth Wall — арфа
- Bill Mims — звукорежиссёр, сведение
- Tim Oliver — звукорежиссёр
- Stephen Marcussen — мастеринг